# Filip Šilhan
Filip Šilhan (3. prosince 1969 Plzeň – 13. ledna 2001 Ötztalské Alpy) byl český horolezec, publicista, novinář, básník a redaktor České televize.
V Praze studoval na Gymnáziu Nad Štolou (mezi spolužáky např. meteoroložka Alena Zárybnická). Pracoval jako šéfredaktor horolezeckého časopisu Montana s redakcí v Brně s Jiřím Růžičkou. Při návratu ze skialpinistické túry v Ötztalských Alpách se zřítil do ledovcové trhliny a zahynul.

## Výstupy
- 1997 – Indie, Gahrvál, Mount Meru (6 310 m n. m.), S stěna, pokus o prvovýstup s Markem Holečkem, ten ho dokončil v roce 2006
- 1999 – Pákistán, Karákóram, Amin Brakk, 5 850 m, Z stěna, prvovýstup Czech Express, 7b+, A3+, alpským stylem za 9 dní, Marek Holeček, David Šťastný a Filip Šilhan, Čestné uznání ČHS
- 2000 – Patagonie, Cerro Central, 2 800 m, nová varianta cesty Makarony Poritge Junction, 7a, A3+, alpským stylem za 8 dní, Marek Holeček, David Šťastný a Filip Šilhan, Výstup roku ČHS
- 2001 – Patagonie, Escudo, 2 600 m, první opakování cesty The dream, 7a, A3+, alpským stylem za 8 dní, spolulezci David Šťastný a Filip Šilhan, Výstup roku ČHS[1]

## Dílo
- RŮŽIČKA, Jiří; ŠILHAN, Filip. Jištění je jistota. 3. vyd. Brno: Montana, 1998. 88 s. ISBN 80-238-7146-3.
- ŠILHAN, Filip. Cesta do hor. 1. vyd. Brno: Montana, 2001. 245 s. ISBN 80-238-7277-X.

## Památka
Marek Holeček mu v roce 2006 věnoval prvovýstup Filkův nebeský smích, 7a, M5, 80° (viz Mount Meru výše), který přelezl s Janem Kreisingerem, ocenění Výstup roku ČHS a čestné uznání Golden Piton Award časopisu Climbing Magazine,,